# Karambit
 (mai 2016).
Si vous disposez d'ouvrages ou d'articles de référence ou si vous connaissez des sites web de qualité traitant du thème abordé ici, merci de compléter l'article en donnant les références utiles à sa vérifiabilité et en les liant à la section « Notes et références ».
Le karambit (ou kerambit) est un couteau originaire d'Indonésie.

## Histoire
Les Karambits sont apparus sur les îles malaisiennes vers le XIVe siècle (les premières images de ce couteau datent de cette période). Son invention est attribuée au peuple de Minangkabau, qui a utilisé des couteaux de cette forme lors de batailles avec d'autres nations. De plus, en raison de sa forme, le kerambit était idéal pour retirer et traiter les peaux d’animaux.
Il existe plusieurs versions de l'apparition de Karambit. Une première légende est liée à la guerre entre les habitants de Minangkabau et les habitants de l'île de Java. Selon elle, les sages de deux nations belligérantes décident de ne pas exterminer leurs peuples, mais de résoudre le différend par un duel opposant les deux meilleurs buffles de chaque côté. Les Javanais mènent alors un énorme buffle à la bataille. Les Minangkabaus, eux, conduisent un tout petit buffle, aux cornes duquel ils prennent soin d'attacher d'étranges couteaux recourbés. Lors du combat, le petit buffle prend son énorme adversaire pour sa mère et se précipite pour atteindre son pis. Les lames déchirent alors le ventre du buffle javanais et le peuple Minangkabau remporte la bataille.
Une autre version rattache l'apparition du karambit aux combats de coqs, très populaires en Malaisie. Des éperons attachés aux pattes des coqs par certains organisateurs de combat auraient servi de modèles aux futurs couteaux de combat.

## Utilisation
Il sert principalement à l'autodéfense, mais était à l'origine utilisé pour des tâches agricoles.
Il est utilisé dans le Pencak-Silat, un art martial indo-malais.
Il est aussi utilisé en parallèle du Kali Arnis Eskrima, un art martial philippin.

## Description
Sa lame caractéristique est souvent courte (inférieure à 10 cm) et incurvée de manière que la pointe s'oriente vers l’extérieur formant une griffe, le tranchant se situant sur la partie concave bien qu'il en existe avec lames à double tranchant. Le pommeau forme généralement un anneau permettant une prise en main rapide et des rotations autour de l'index.
Il existe aussi des modèles de la taille d'une épée.
À l'origine, les deux côtés de la lame courbée étaient affûtés, alors que la version actuelle ne possède qu'une seule lame aiguisée, la lame intérieure.

## Variantes
Il existe de nombreuses variantes régionales du karambit. La longueur de la lame peut varier d'un village ou d'un forgeron à l'autre. Certains n'ont pas de garde et d'autres présentent deux lames à chaque côté du manche. Parmi les variantes traditionnelles se trouvent :
- Kuku Bima ou « griffe de Bhima » : ouest de Java
- Kuku Hanuman, ou « griffe d'Hanumān » : ouest de Java
- Kuku Macan, ou « griffe de tigre » : Sumatra, Java central et Madura
- Kerambit Sumbawa, ou « kerambit de Sumba » : plus grand et plus robuste, conçu pour le combat
- Kerambit Lombok, ou « kerambit de Lombok » : plus grand et plus robuste, conçu pour le combat
- Lawi Ayam, ou « griffe de poulet » : fabriqué par la communauté Minang.

En outre, les karambits modernes peuvent être dotés d'éperons sur le ricasso avant ou arrière, parfois destinés à saisir des vêtements ou des harnais, à déchirer la chair ou à injecter un poison, comme l'upas.

## Dans la culture populaire
Ce type de couteau se retrouve dans des jeux vidéo comme Counter-Strike: Global Offensive, Splinter Cell, Age of Empires II: Rise of the Rajas ou sur Valorant. Il apparaît également dans la série de jeux Call of Duty, où il est utilisé par plusieurs personnages.
Il est également utilisé en paire par l'Assassin, l'un des antagonistes principaux du film "The Raid 2".